# Johann Georg Christian Lehmann
Johann Georg Christian Lehmann (Hamburgo, 25 de fevereiro de 1792 – 12 de fevereiro de 1860) foi um naturalista alemão.

## Biografia
Participou da fundação   do  jardim botânico de Hamburgo tornando-se, seguidamente, seu diretor. Graças ao seu trabalho, o jardim botânico tornou-se um dos melhores da Alemanha. Foi professor de  física  no "Gymnasium Academicum" de Hamburgo de  1818 à 1860. Dirigiu igualmente a sua  biblioteca de  1818 à 1851.

## Obras
- Generis Nicotianarum historia (1818).
- Plantae e familia asperifoliarum nuciferae (F. Dümmler, Berlim, dois volumes, 1818).
- Monographia generis Potentillarum (Hoffmann e Campe, Hamburgo, 1820).
- Icones et descriptiones novarum et minus cognitarum stirpium (Perthes e Besser, Hamburgo, 1821).
- Novarum et minus cognitarum stirpium (J. A. Meissneri, Hamburgo, 1828).
- Ansichten und Baurisse der neuen Gebäude für Hamburgs öffentliche Bildungsanstalten (J. A. Meissner, Hamburgo, 1840).
- Revisio potentillarum iconibus illustrata (E. Weberum, Bonn e Brastislava, 1856).

Algumas ilustrações de suas obras foram realizadas posteriormente  pelo entomologista alemão Johann Wilhelm Meigen